# Calidaça
Calidaça (Devanāgarī: कालिदास "servo de Cáli") foi um renomado poeta e dramaturgo sânscrito clássico, amplamente considerado como o maior poeta e dramaturgo no idioma sânscrito. O período em que viveu não pode ser datado com precisão, mas é mais provável que seja dentro do período Gupta, provavelmente no século IV ou V ou VI.
Seu lugar na literatura sânscrita é semelhante ao de Shakespeare na inglesa. Suas peças de teatro e poesias são principalmente baseadas na mitologia e filosofia hindus.
É o mais notável dos dramaturgos sânscritos e o maior nome da literatura sânscrita depois de Asvagosas (século III a.C. - c. 375 a.c.). A sua vida está oculta por um véu de lendas. Deve ter sido um estrangeiro convertido à via brâmane. Era a mais brilhante das nove gemas na corte de Vicramaditia de Ujaim. Eminente nas artes e ciências do seu tempo, desde a astronomia à política.
A tradução do seu Sacuntala no princípio do século XIX foi entusiasticamente aclamada por Goethe e revelou a toda a Europa as realizações de alto nível  que a literatura sânscrita atingira. Seu estilo é rigoroso, formalmente rebuscado e catarticamente intenso.  

## Vida
Nada além de suas obras é conhecido com certeza na vida de Calidaça, tais como onde e em que período viveu. Pouco se sabe sobre a vida de Calidaça. Segundo a lenda, o poeta era conhecido por sua beleza que chamou a atenção de uma princesa que se casou com ele. No entanto, como diz a lenda, Calidaça haviam crescido sem muita instrução, e a princesa ficava envergonhada de sua ignorância e grosseria. Um adorador devoto de Cali (por outros relatos, Deusa Saraswati), Calidaça teria pedido ajuda à sua deusa quando ele ia se suicidar em um lago depois de ter sido humilhado por sua esposa, tendo sido recompensado com um repentino e extraordinário dom de inteligência. Ele teria então se tornado o mais brilhante das "nove joias" na corte do rei Vicramaditia de Ujaim. A lenda também diz que ele foi assassinado por uma cortesã no Sri Lanka, durante o reinado de Cumaradaça.

### Época
Como limite da data mais recente em que poderia ter vivido pode-se tomar o dado pela Aihole Praxasti de 634 d.C., que faz uma referência a suas habilidades. Um limite de data inicial para sua vida pode ser inferido a partir de sua peça Mālavikāgnimitra, onde o  herói, rei Agnimitra da dinastia Sunga, assumiu o trono da Mágada em 152 a.C. As características linguísticas dos dialetos Prakrit usados por alguns dos personagens menores em suas peças têm sido apresentadas para sugerir que ele não poderia ter vivido antes do século III da era cristã. Tem havido grande ambiguidade na definição da época exata da vida de Calidaça, mas em 1986, o estudioso de sânscrito, Dr. Ramchandra Tiwari de Bhopal, alegou ter realizado uma investigação exaustiva sobre Calidaça e depois de analisar 627 evidências arqueológicas que incluíram 104 esculturas, 30 pinturas e 493 palavras de escrituras determinou que Calidaça viveu no período 370 a 450[carece de fontes?]
Em suas obras, Calidaça não mencionou nenhum rei como seu soberano ou qualquer outra dinastia além da Dinastia Sunga, mas vários historiadores têm tradicionalmente considerado Calidaça como uma das "nove joias" na corte de um rei chamado Vicramaditia. Havia, no entanto, vários reis na antiga Índia com esse nome. Um deles foi o imperador rajapute tuar Vicramaditia de Ujaim, que fundou o Vikrama Samvat (calendário hindu, que é o oficial em Bangladexe e Nepal), após sua vitória sobre os sacas em 56 a.C. Os estudiosos observaram outras associações possíveis com a dinastia Gupta, o que colocaria seu período de vida no intervalo de 300-470 d.C.:
- Sua peça sobre um casal na mitologia védica, Pururavas e Urvashi, sendo intitulada Vikramorvashīya, com "Vicram" para "Pururavas ", poderia ser um tributo indireto a um superior, possivelmente nomeado Vicramaditia.
- Cumaragupta era o filho de Chandragupta II Vicramaditia. O título do poema épico de Calidaça, Kumarasambhava, sobre a geração de Kartikeya, o deus da guerra, que era filho de Xiva e Parvati poderia ser um tributo indireto para um desses patronos reais.
- A menção de hunos, em seu poema épico, Raghuvamsa, poderia ser uma referência velada à vitória sobre eles do filho e sucessor de Kumāragupta, Skandagupta. Alternativamente, a campanha de Raghu neste poema pode ter sido modelada nas campanhas do pai de Chandragupta II Vicramaditia, Samudragupta.

### Localização
Os estudiosos têm especulado que Calidaça pode ter vivido tanto perto do Himalaia ou nas proximidades de Ujaim. As duas especulações são baseadas, respectivamente, em descrição detalhada de Calidaça sobre o Himalaia em seu Kumārasambhava e a demonstração de seu amor por Ujaim em Megaduta.

## Obras
Calidaça escreveu três peças. Entre elas, Abhijñānaśākuntalam ("Do reconhecimento de Shakuntala por um símbolo") é geralmente considerado como uma obra-prima. Foi uma das primeiras obras em  sânscrito a serem traduzidas para o inglês e desde então tem sido traduzido para muitas línguas.

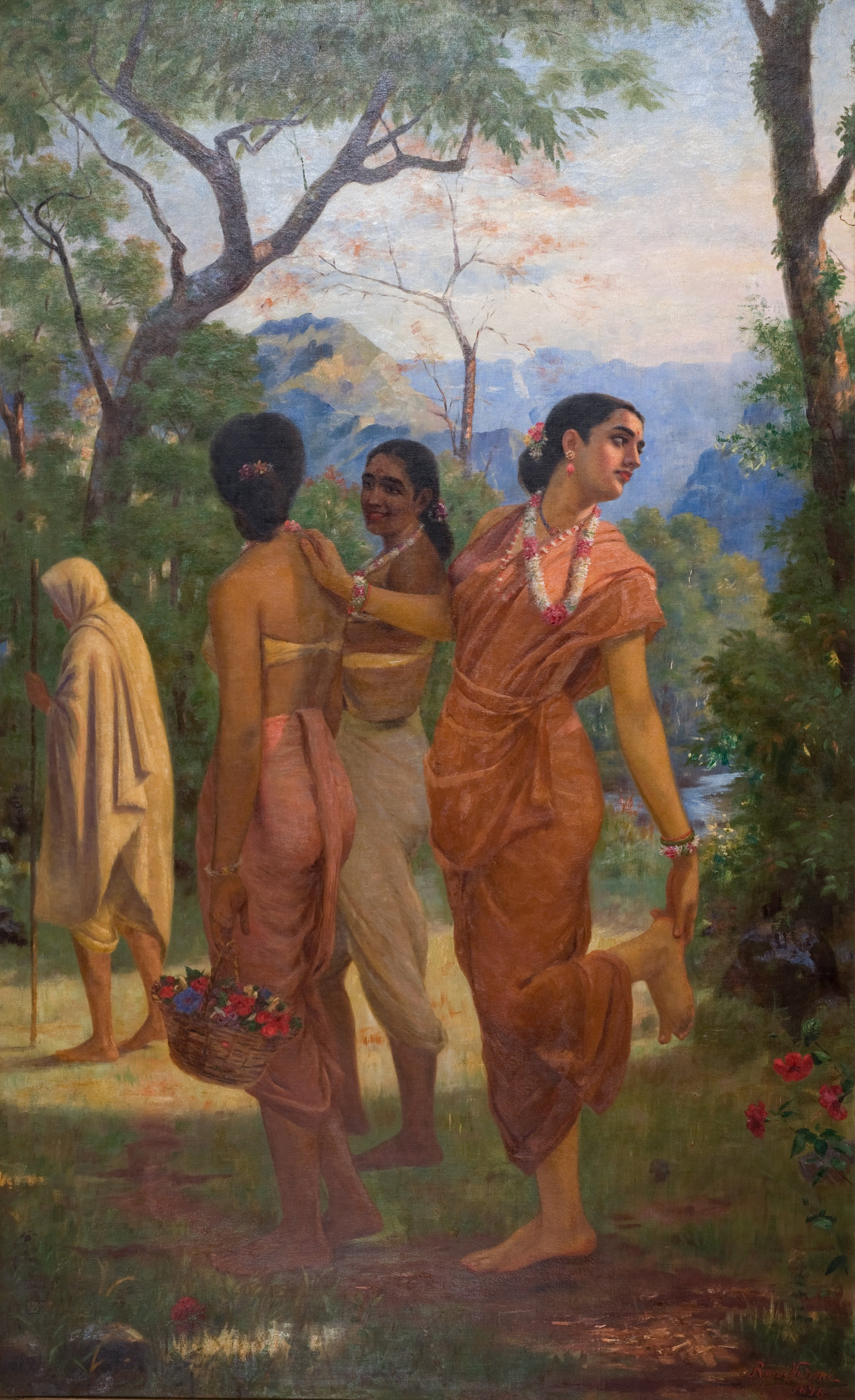
Shakuntala pára para olhar atrás de Dushyanta, pintura de Ravi Varma (1848-1906)

Mālavikāgnimitram ("Mālavikā e Agnimitra") conta a história do rei Agnimitra, que apaixona-se pela imagem de uma menina serviçal exilada chamada Mālavikā. Quando a rainha descobre a paixão do marido por essa garota, fica enfurecida e aprisiona Mālavikā, mas como o destino mostraria, Mālavikā nasceu na verdade uma verdadeira princesa, legitimando assim o caso de amor.
Abhijñānaśākuntalam ("Do reconhecimento de Shakuntala por um símbolo") conta a história do rei Dushyanta que, quando em uma caçada, encontra Shakuntalā, filha adotiva de um sábio, e casa-se com ela. Um revés lhes acontece quando ele é convocado de volta à corte: Shakuntala, grávida, inadvertidamente ofende um sábio visitante e incorre em uma maldição, pela qual Dushyanta irá esquecê-la completamente até que ele veja o anel que deixara com ela. Em sua viagem à corte de Dushyanta em avançado estado de gravidez, ela perde o anel e tem de vir embora sem ter sido reconhecida. O anel é encontrado por um pescador que reconhece o selo real e devolve-o a Dushyanta, que recupera a memória de Shakuntala e passa a procurá-la. Depois de mais viagens, eles finalmente se unem novamente.
Vikramōrvaśīyam ("Pertencendo a Vikrama e Urvashi") conta a história do rei mortal Pururavas e da ninfa celeste Urvashi que se apaixonam. Como uma imortal, ela tem que voltar para o céu, onde um infeliz acidente faz com que ela seja enviada de volta para a terra como uma mortal com a maldição de que ela vai morrer (e assim retornar para o céu) no momento que seu amante fixar os olhos na criança que ela vai lhe dar. Após uma série de contratempos, incluindo a transformação temporária de Urvashi em uma videira, a maldição é anulada e os amantes são autorizados a permanecer juntos na terra.